# She's After My Piano
She's After My Piano is een nummer van de Belgische dancegroep 2 Fabiola in samenwerking met Loredana. Met het nummer probeerde de groep mee te doen aan het Eurovisiesongfestival 2014, maar het nummer geraakte niet in de grote finale.
Ondanks dat het nummer de voorronde Eurosong 2014 niet won, werd het een gigantische radiohit. Het kreeg de Radio 2 Zomerhit trofee, en een nominatie voor de MIA van Hit van het jaar.